# Luoluopu (köpinghuvudort i Kina, Liaoning Sheng, lat 41,55, long 121,71)
Luoluopu (kinesiska: 罗罗堡, 罗罗堡镇) är en köpinghuvudort i Kina. Den ligger i provinsen Liaoning, i den nordöstra delen av landet, omkring 140 kilometer väster om provinshuvudstaden Shenyang. Antalet invånare är 21 780. Befolkningen består av 10 740 kvinnor och 11 040 män. Barn under 15 år utgör 10,0 %, vuxna 15-64 år 76 %, och äldre över 65 år 12,0 %.
Runt Luoluopu är det tätbefolkat, med 297 invånare per kvadratkilometer. Närmaste större samhälle är Beizhen, 8,3 km nordost om Luoluopu. Trakten runt Luoluopu består till största delen av jordbruksmark.
Genomsnittlig årsnederbörd är 756 millimeter. Den regnigaste månaden är juli, med i genomsnitt 187 mm nederbörd, och den torraste är januari, med 5 mm nederbörd.